# Václav Chalupa
Václav Chalupa (* 7. prosince 1967 Jindřichův Hradec) je český veslař a skifař, bývalý reprezentant České republiky (a před tím Československa). Poprvé reprezentoval v roce 1985 na mistrovství světa juniorů. K jeho největším úspěchům patří několik vítězství v celkovém hodnocení Světovém poháru (1991, 1999, 2000), druhé místo na mistrovství světa (1989, 1990, 1991, 1993), druhé místo na olympijských hrách v Barceloně v roce 1992 a mnoho dalších.
Na LOH 1996 v Atlantě byl vlajkonošem české výpravy.
V současnosti je veslařským servismanem Dukly Praha a působí i jako spolukomentátor soutěží ve veslování vysílaných v České televizi na kanále ČT4.
V roce 2012 obdržel od Mezinárodní veslařské federace FISA prestižní Cenu Thomase Kellera za celoživotní přínos veslování .

## Letní olympijské hry
- 1988 Soul (Jižní Korea), 11. místo
- 1992 Barcelona (Španělsko), 2. místo
- 1996 Atlanta (USA), 5. místo
- 2000 Sydney (Austrálie), 11. místo
- 2004 Atény (Řecko), skif, 5. místo
- 2008 Peking (Čína)

## Mistrovství světa
- 1989 Bled, 2. místo
- 1990 Tasmánie (Austrálie), 2. místo
- 1991 Vídeň (Rakousko), 2. místo
- 1993 Račice (Česko), 2. místo
- 1994 Indianapolis (USA), 5. místo
- 1995 Tampere (Finsko), 3. místo
- 1997 Aiguebelette (Francie), 5. místo
- 1998 Kolín nad Rýnem (Německo), 3. místo
- 1999 St. Catherines (USA), 4. místo
- 2001 Lucern (Švýcarsko), 3. místo
- 2003 Milano (Itálie), skif, 4. místo
- 2005 Gifu (Japonsko), párová čtyřka, 4. místo
- 2006 Eton Dorney (Velká Británie), párová čtyřka, 5. místo